# Грчић
Грчић је насеље у Србији у општини Љубовија у Мачванском округу. Према попису из 2022. било је 198 становника.

## Демографија
У насељу Грчић живи 270 пунолетних становника, а просечна старост становништва износи 42,2 година (38,4 код мушкараца и 46,8 код жена). У насељу има 104 домаћинства, а просечан број чланова по домаћинству је 3,21.
Ово насеље је у потпуности насељено Србима (према попису из 2002. године), а у последња три пописа, примећен је пад у броју становника.
Порекло становништва села Грчић, општина Љубовија. Стање из 1930. године. Према студији „Соколска нахија“ Љубе Павловића. Приредио сарадник портала Порекло Војислав Ананић.
Северно од Доњих Кошаља, с обе стране реке Тријешњице до цркве, затим само левом страном ове реке је ово село. Према Кошљанским Стенама су високе кречњачке чуке: Таташница, Заступ, Точила и Трутинац. С ових висова слази. виловита Рујница, у чијем је горњем делу главни део села око њених извора и поточића. Село је врло стрмо и нагнутo реци и западу. Око извора су чуке, кичери или обични остењци, и све даје селу тип правог брдског насеља.
Око села су: од југа Јелашинац, Јелашина, Ерић-Брдо, Грчки Гроб, од истока Кадрињача, Трутинац, од севера В. и М. Град, Стијене; Осојача и Љубача су од запада.
У селу су реке и потоци: Мала Ријека, Ерића Поток, Немчевића Поток, Јездиначки Поток и Сајића Поток. У селу су извори: Попова Вода, Хладна Вода, Чесма у Немчевићима и Чесма код цркве.
Брда се зову: Рекљача, Заступ, Таташница, Чајина Пећина, Вишесава, Грчко Брдо, Долац, Стијена, Брезовац, Застрањица, Рубеж, Немчево Брдо, Ерић-Брдо, Чадиње и Думоња.
У селу су реке и потоци: Мала Ријека, Ерића Поток, Немчевића Поток, Јездиначки Поток и Сајића Поток. У селу су извори: Попова Вода, Хладна Вода, Чесма у Немчевићима и Чесма код цркве.
Брда се зову: Рекљача, Заступ, Таташница, Чајина Пећина, Вишесава, Грчко Брдо, Долац, Стијена, Брезовац, Застрањица, Рубеж, Немчево Брдо, Ерић-Брдо, Чадиње и Думоња.
Њиве се зову: Долови, Баре, Локва, Росуље, Тиква, Ливаде, Гркове Њиве, Грчко Гробље и Јездинац.
Село је у правим и повећим махалама, које су или по трутиначким завалама, око извора, око реке и у планини.
Мале су: Сајићи (Поповићи), Рубеже с Ковачевићима, Немчевићи, Ђорђевићи, Забрдо, Ерићи и Тријешњица.
|  |

| Демографија | Демографија | Демографија |
| Година      | Становника  | Становника  |
| ----------- | ----------- | ----------- |
| 1948.       | 874         |             |
| 1953.       | 875         |             |
| 1961.       | 817         |             |
| 1971.       | 668         |             |
| 1981.       | 545         |             |
| 1991.       | 400         | 394         |
| 2002.       | 334         | 336         |

| Етнички састав према попису из 2002.‍ | Етнички састав према попису из 2002.‍ | Етнички састав према попису из 2002.‍ | Етнички састав према попису из 2002.‍ | Етнички састав према попису из 2002.‍ |
| ------------------------------------ | ------------------------------------ | ------------------------------------ | ------------------------------------ | ------------------------------------ |
|                                      |                                      |                                      |                                      |                                      |
| Срби                                 | Срби                                 |                                      | 334                                  | 100,0%                               |
| непознато                            | непознато                            |                                      | 0                                    | 0,0%                                 |

| Година пописа     | 1948. | 1953. | 1961. | 1971. | 1981. | 1991. | 2002. |
| ----------------- | ----- | ----- | ----- | ----- | ----- | ----- | ----- |
| Број домаћинстава | 120   | 123   | 121   | 117   | 106   | 97    | 104   |

| Број чланова      | 1  | 2  | 3  | 4  | 5  | 6 | 7 | 8 | 9 | 10 и више | Просек |
| ----------------- | -- | -- | -- | -- | -- | - | - | - | - | --------- | ------ |
| Број домаћинстава | 19 | 23 | 20 | 18 | 14 | 8 | 1 | 0 | 0 | 1         | 3,21   |

| Пол    | Укупно | Неожењен/Неудата | Ожењен/Удата | Удовац/Удовица | Разведен/Разведена | Непознато |
| ------ | ------ | ---------------- | ------------ | -------------- | ------------------ | --------- |
| Мушки  | 148    | 51               | 90           | 7              | 0                  | 0         |
| Женски | 130    | 10               | 90           | 28             | 1                  | 1         |
| УКУПНО | 278    | 61               | 180          | 35             | 1                  | 1         |

| Пол    | Укупно                    | Пољопривреда, лов и шумарство | Рибарство                            | Вађење руде и камена | Прерађивачка индустрија       |
| ------ | ------------------------- | ----------------------------- | ------------------------------------ | -------------------- | ----------------------------- |
| Мушки  | 133                       | 114                           | 4                                    | 0                    | 5                             |
| Женски | 83                        | 78                            | 0                                    | 0                    | 0                             |
| УКУПНО | 216                       | 192                           | 4                                    | 0                    | 5                             |
| Пол    | Производња и снабдевање   | Грађевинарство                | Трговина                             | Хотели и ресторани   | Саобраћај, складиштење и везе |
| Мушки  | 0                         | 3                             | 2                                    | 0                    | 1                             |
| Женски | 0                         | 0                             | 2                                    | 0                    | 0                             |
| УКУПНО | 0                         | 3                             | 4                                    | 0                    | 1                             |
| Пол    | Финансијско посредовање   | Некретнине                    | Државна управа и одбрана             | Образовање           | Здравствени и социјални рад   |
| Мушки  | 0                         | 0                             | 0                                    | 4                    | 0                             |
| Женски | 0                         | 0                             | 0                                    | 3                    | 0                             |
| УКУПНО | 0                         | 0                             | 0                                    | 7                    | 0                             |
| Пол    | Остале услужне активности | Приватна домаћинства          | Екстериторијалне организације и тела | Непознато            | Непознато                     |
| Мушки  | 0                         | 0                             | 0                                    | 0                    | 0                             |
| Женски | 0                         | 0                             | 0                                    | 0                    | 0                             |
| УКУПНО | 0                         | 0                             | 0                                    | 0                    | 0                             |